# Gottlieb Theodor Hase

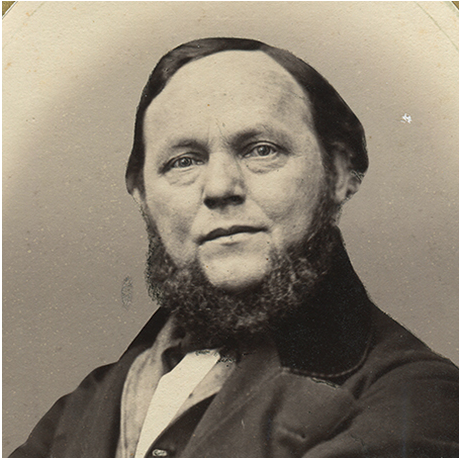
Selbstporträt um 1860

Gottlieb Theodor Hase (* 18. Januar 1818 in Erfurt; † 4. Juli 1888 in Freiburg im Breisgau) war ein deutscher Maler und Fotograf.

## Leben
Gottlieb Theodor Hase ist in Erfurt als Sohn des Schneiders und Taglöhners Lorenz Ha(a)se († 1850) und seiner Frau Martha Maria geb. Rudloff († 1834) zur Welt gekommen. Wo er seine Ausbildung erhalten hat und wann oder wie er neben seinem erlernten Beruf als Kunstmaler zur Fotografie kam, ist unbekannt. Unbekannt sind auch die Umstände, unter denen er seine spätere Frau Maria Katharina Leopoldine Wieser, Tochter des Großherzoglich Badischen Kanzleirates Johann Nepomuk Wieser († 1828) aus Freiburg im Breisgau kennengelernt hat. Das Aufgebot bestellte Hase am 20. Juni 1847 in der Erfurter Kaufmannskirche am Anger, die Hochzeit fand jedoch in der Ludwigskirche in Freiburg statt. Das Paar lebte zunächst in Erfurt. Angesichts der revolutionären Unruhen 1848 verließ Hase seine Vaterstadt und schlug endgültig die für viele frühe Lichtbildner übliche Laufbahn als Wanderfotograf ein, wobei er die Fotografie zunächst noch als Nebengeschäft betrieb. Erste Station war Bayreuth. In der Bayreuther Zeitung vom 8. November 1848 annoncierte Hase als „Maler aus Erfurt“: „[...] Ich male Portraits in Oel, Aquarell, Pastell, Miniatur auf Elfenbein, Kreide- und Bleistiftzeichnung in beliebigen Formaten. Ferner fertige ich Daguerreotypien (Lichtbilder) aller Art, führe auch nach denselben Bilder ins Größere aus [...]“

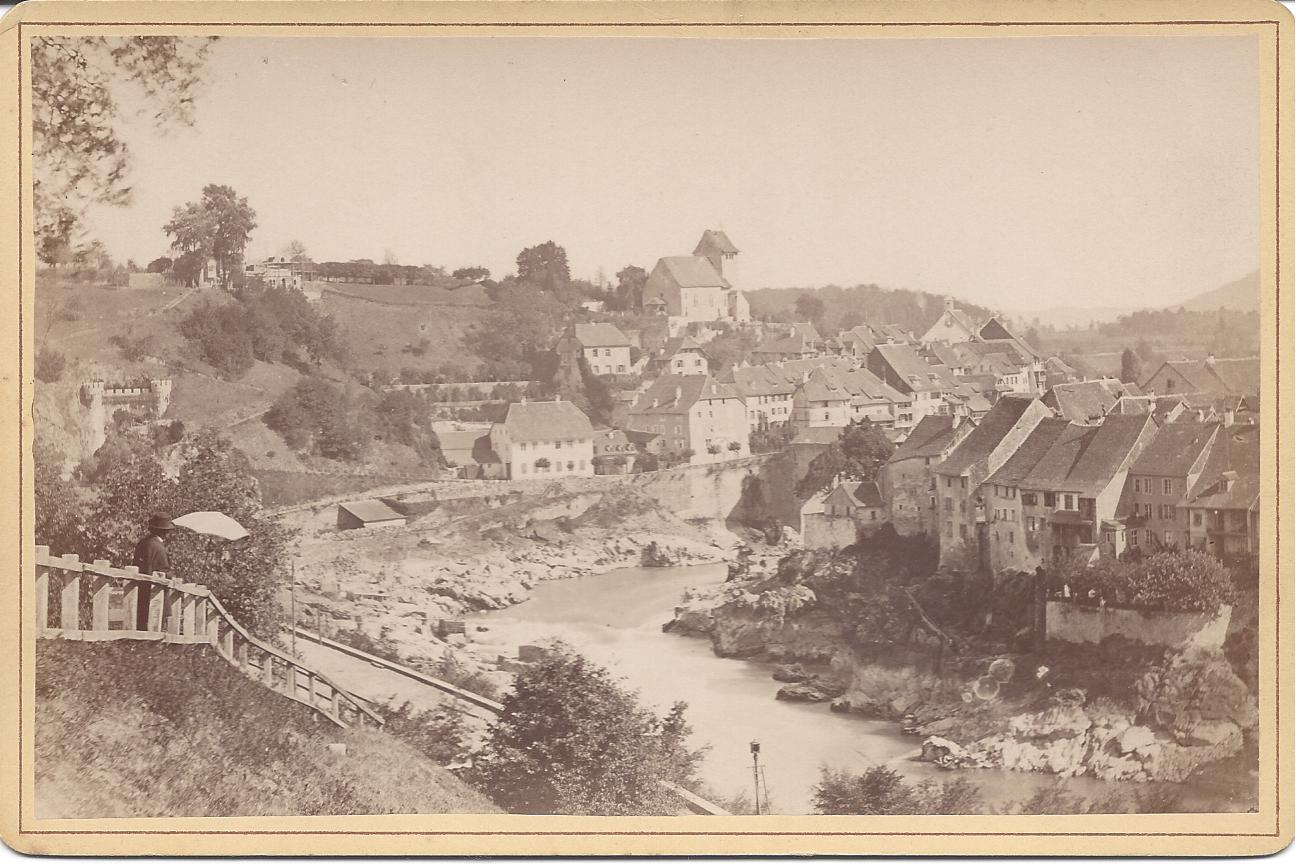
Gottlieb Theodor Hase links vor der Naturkulisse des Laufens, 1864

Nach einem Aufenthalt in Bamberg zwischen März und August 1849 zog Hase nach Würzburg. Hier blieb er knapp drei Jahre und gilt als der erste sesshafte Fotograf in der fränkischen Bischofsstadt. Schon in seinen Anfangsjahren als Fotograf hielt sich Hase durch Fortbildung stets auf dem neuesten Stand der Technik und konnte meist als erster die aktuellen Innovationen des jungen Mediums anbieten. 1851 präsentierte er als einer der beiden lokalen Fotografen seine Arbeiten auf der Würzburger „Local-Industrie-Ausstellung“. In Würzburg kamen mit Sohn Franz und Tochter Ida Johanna die ersten der insgesamt vier Kinder von Gottlieb Theodor und Maria Leopoldine Hase zur Welt. Am 2. Juli 1852 meldete sich Hase aus Würzburg mit dem Ziel Baden-Baden ab.
Nach kurzen Aufenthalten in Baden-Baden und Offenburg kam Hase im Herbst 1852 nach Freiburg im Breisgau, den Geburtsort seiner Frau, wo sich die Familie dauerhaft niederließ. Auch hier war Hase der erste professionelle Fotograf, der sich langfristig etablieren konnte. Zumindest bis 1870 betrieb er das einzige Fotoatelier von Bedeutung in Freiburg. Seine erste „Artistisch Photographische Anstalt“ lag in Oberlinden (heute Oberlinden 15). Im Jahr 1857 zog Hase mit seiner Familie an die Kaiserstraße neben das Martinstor, von dort 1863 in das Geschäftshaus Blust beim Bertoldsbrunnen. In diesem Jahr erwarb er die badische Staatsbürgerschaft und das Freiburger Bürgerrecht. 1871 schließlich zog die Familie in ein eigenes, neu erbautes Wohnhaus mit Atelier am Karlsplatz Nr. 4 (heute Am Karlsplatz 2).
Auch in Freiburg bildete sich Hase ständig fort, er hielt Kontakt zu zahlreichen Kollegen und besuchte u. a. die 1855 von der Société française de photographie in Paris organisierte, weltweit erste Fotografieausstellung. Neben Porträts, Landschafts- und Architekturaufnahmen schuf er zwischen 1855 und 1859 einige der ersten wissenschaftlichen Fotografien des Sonnenspektrallichts auf Kollodiumplatten für den Freiburger Universitätsprofessor Johann Heinrich Jacob Müller. Dies machte Hase unter Fachleuten und Berufskollegen, aber auch im wissenschaftlich interessierten Bürgertum der Stadt bekannt. Die Ernennung zum badischen Hoffotografen erfolgte bereits 1858. Hase dürfte der erste Träger dieses Titels gewesen sein. In der Freiburger Gesellschaft gut verankert war er auch als Mitglied des Freiburger Ablegers der Künstlergesellschaft Ponte Molle, die der Badische Hofmaler Wilhelm Dürr der Ältere 1847 in Erinnerung an seinen Romaufenthalt gegründet hatte. Dort war sie ein Zusammenschluss der "Deutschrömer", der in Rom lebenden deutschen Künstler. In einer Porträtserie hat Hase um 1860 sich selbst und andere Mitglieder der "Ponte Molle", darunter Künstler, Architekten, Beamte und Geschäftsleute festgehalten.
Gottlieb Theodor Hase wurde vor allem durch seine Landschaftsaufnahmen aus dem südlichen Schwarzwald überregional bekannt, für die er auf der "Internationalen Photographischen Ausstellung" 1865 in Berlin eine Preismedaille erhielt. Viele seiner Motive verbreitete Hase als Ansichtskarten im Visitformat (Carte de Visite) und im größeren Kabinettformat. Drei Originalabzüge Hases sind 1868 in die zweite Auflage von Carl Wilhelm Schnars’ bekanntem, erstmals 1865 vom Badischen Schwarzwaldverein herausgegebenen "Führer durch den badischen und württembergischen Schwarzwald" eingeklebt, für die damalige Zeit ein absolutes Novum. In den späteren Auflagen – bis 1928 über 100 – hat man auf diese aufwändige Gestaltung wieder verzichtet. Die gängigen Formate wurden auch für die zahlreichen Porträts genutzt, die für Hase wie für alle seine Berufskollegen ein wichtiges finanzielles Standbein waren. Hases Bedeutung für Freiburg liegt aber in seinen zahlreichen Aufnahmen von Straßen und Gebäuden der Stadt, die Freiburg vor den großen Veränderungen der Gründerzeit zeigen, als in der Amtszeit von Oberbürgermeister Otto Winterer (1888–1913) eine rasante Entwicklung einsetzte, die das von Mittelalter, Barock und biedermeierlichem Klassizismus geprägte Stadtbild durchgreifend veränderte.
Gottlieb Theodor Hase verstarb "nach kurzem schweren Leiden" am Abend des 4. Juli 1888 im Alter von 71 Jahren. Das Atelier betrieb der Sohn Fritz Hase († 1906) weiter. Er war 1853 in Freiburg zur Welt gekommen, tauchte schon als Heranwachsender in den Fotografien seines Vaters auf, bei dem er wohl auch in die Lehre ging. 1878 trat er offiziell ins väterliche Atelier ein, das ab da als „Photographische Anstalt G. Th. Hase & Sohn“ firmierte. 1904 verkaufte Fritz Hase aus gesundheitlichen Gründen die Firma an die Freiburger Fotografen Max Heß und Joseph Schroedel, die bis 1906 als „Gottlieb Th. Hase & Sohn - Nachfolger“ und nach der Trennung der Geschäftspartner als „Max Heß - Hase & Sohn Nachfolger“ weitergeführt. Max Heß fertigte im Auftrag der Stadt Freiburg zahlreiche Neuabzüge der Glasplatten von G. Th. Hase, die heute in der Graphischen Sammlung des Freiburger Augustinermuseums aufbewahrt werden, dazu besitzt das Museum eine große Zahl von Originalabzügen (Vintage Prints), vor allem Aufnahmen von Gebäuden und Straßenzügen, sowie Porträtaufnahmen.

## Die Fotosammlung Hase („Bestand Hase“) in Freiburg
Etwa 200 Negativ-Fotoplatten, darunter viele Stereoskopien aus dem Nachlass des Ateliers Hase & Sohn gelangten 1929 über den Geschäftsnachfolger Max Heß in die Sammlung des Augustinermuseums und wurden 1992 von dort in das Freiburger Stadtarchiv überstellt. Neben Hase und seinem Sohn selbst sind auch andere Freiburger Fotografen wie Conrad Ruf oder Georg Röbcke vertreten. Die Sammlung wurde durch weitere Zugänge und Ankäufe auf etwa 2700 Platten, 250 Kunststoffnegative und 150 Papierabzüge erweitert und deckt ein Spektrum der Freiburger Fotografie von etwa 1853 bis um 1950 ab. 2010/11 wurden die Platten mit finanzieller Unterstützung der Klaus Tschira Stiftung digitalisiert.

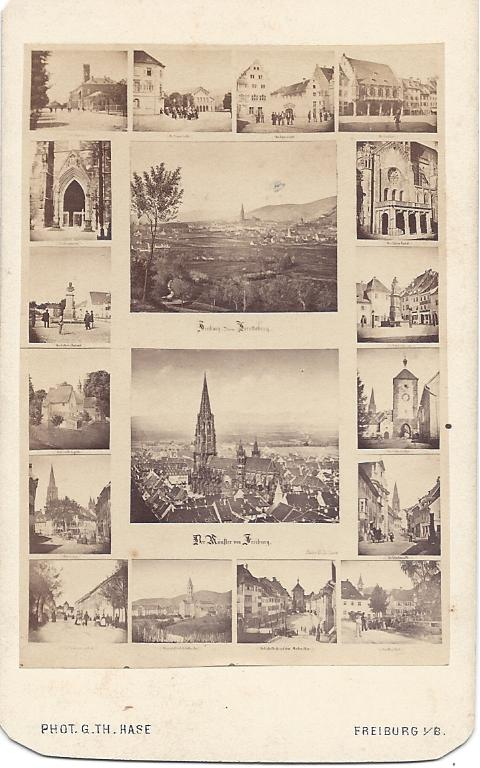
Freiburger Bilderbogen von Gottlieb Theodor Hase um 1870